# Helmut Lachenmann
Helmut Friedrich Lachenmann (Stuttgart, 27 de novembre de 1935) és un compositor alemany associat al corrent de la música concreta. El músic Francisco Estévez compara la brutalitat de la seva música amb les pintures de Francis Bacon.

## Vida i obra
Lachenmann prové de familia musical. Va néixer a Stuttgart el 1935. Després del final de la Segona Guerra Mundial (a 11 anys) començà a cantar al cor de l'esglèsia local. Començà a compondre durant l'adolescència, mostrant una aptitud musical primerenca. De 1955 a 1958 estudià piano amb Jürgen Uhde i composició, teoria i contrapunt amb Johann Nepomuk David al Musikhochschule Stuttgart. Arran dels cursos de Darmstadt conegué el compositor Luigi Nono, i entre 1958 i 1960 es traslladà a Venècia per estudiar-hi. El 1965 treballà breument a l'estudi d'electroacústica de la Universitat de Ghent, on va compondre l'única peça publicada per a cinta del seu catàleg, "Szenario". Posteriorment s'enfocà gairebé exclusivament a la música instrumental.

Lachenmann s'ha referit a les seves composicions com a "musique concrète instrumentale", implicant un llenguatge musical que abraça la totalitat del món sonor, fenomen accessible a través de tècniques d'interpretació poc convencionals. Segons el compositor: 
"És música en què els esdeveniments sonors s'han triat i organitzat de tal manera que la forma de generar-los és tan important com les qualitats acústiques que en resulten. Conseqüentment, paràmetres com timbre, volum, etc., no produeixen sons per se, però descriuen o denoten la situació concreta: se senten les condicions per les quals un so o acció-soroll s'ha dut a terme, quins materials i energies hi són implicades i quina resistència és confrontada."
La seva música és per tant derivada del so més bàsic, el qual a través de processos d'amplificació serveix com a base per a obres completes. Les seves partitures són molt exigents amb els intèrprets per la quantitat de tècniques interpretatives requerides.
Les obres més importants inclouen l'òpera Das Mädchen mit den Schwefelhölzern, les peces orquestrals Schwankungen am Rand (1974–75, per a vuit metalls, dues guitarres elèctriques, dos pianos, quatre plaques de trons i 34 cordes), Accanto (1975–76, per a clarinet, cinta i gran orquestra) i NUN (1997–99, per a flauta, trombó, cor masculí i gran orquestra), les obres d'ensemble com Mouvement (- vor der Erstarrung) (1982–84, per a tres intèrprets ad hoc i 14 músics) i "...zwei Gefühle...", Musik mit Leonardo (1992, (més tard incorporada dins l'òpera Das Mädchen mit den Schwefelhölzern), after Leonardo da Vinci (per a altaveus i 22 músics) i tres quartets de corda (Gran Torso, 1971, revisat el 1976, 1988; Reigen seliger Geister, 1989; Grido, 2001).
D'ençà 1978 ha impartit regularment cursos a Darmstadt. De 1976 a 1981 ensenyà composició al Musikhochschule Hannover, i de 1981 a 1999 al Musikhochschule Stuttgart.
És també rellevant pels seus articles, assajos i conferències, molts dels quals apareixen a Musik als existentielle Erfahrung (Música com Experiència Existencial) (Breitkopf & Härtel, Wiesbaden, 1996).
Lachenmann ha rebut nombrosos premis de prestigi com el Bach-prize d'Hamburg (Bach-Preis der Freien und Hansestadt Hamburg) el 1972, l'Ernst von Siemens Premi de Música el 1997 i el BBVA Foundation Frontiers of Knowledge Award en la Categoria de Música Contemporània el 2010.

## Catàleg d'obres
A partir dels editors Breitkopf i Hartel:
- Fünf Variationen über ein Thema von Franz Schubert (Walzer cis-moll, D643) per piano (1956)
- Rondó per dos pianos (1957)
- Souvenir Per 41 instruments (1959)
- Previst Giri, dos estudis per orquestra (1960)
- Tripelsextett Per 18 instruments (1960–61, perdut)
- Fünf Strophen Per 9 instruments (1961, retirat)
- Eco Andante per piano (1961–62)
- Angelion Per 16 instruments (1962–63, retirat)
- Wiegenmusik Per piano (1963)
- Introversion jo per 18 instruments (1963, retirat)
- Introversion II per 8 instruments (1964. Retirat)
- Scenario obra electroacústica (1965)
- Streichtrio Jo per violí, viola i cello (1965)
- Intérieur Jo per un percussionista (1966)
- Notturno Per solo i orquestra petita cello (1966/67)
- Trio fluido per clarinet, viola i percussió (1966/68)
- Consolations I per 12 veus i percussió (1967)
- temA per flauta, veu i cello (1968)
- II de consols per 16 veus (1968)
- Aire, música per orquestra gran amb solo de percussió (1968–69)
- Pression Per cello (1969–70, revised 2010)
- Dal niente (Interieur III) per clarinet (1970)
- Guero, estudi de piano (1970)
- Kontrakadenz Per orquestra gran (1970–71)
- Montage Per clarinet, cello i piano (1971)
- Klangschatten - mein Saitenspiel Per tres Konzertflügel (pianoforte) i corda ensemble (1972)
- Gran Torso, música per quartet de corda (1972)
- Fassade Per orquestra gran (1973)
- Schwankungen Sóc Rand, per metall de full i cordes (1974–75)
- Zwei Studien Per violí (1974)
- Accanto, música per clarinet de solo i orquestra (1975–76)
- Les Consolations per cor i orquestra (1976–78)
- Salut für Caudwell, música per dos guitarristes (1977)
- Tanzsuite mit Deutschlandlied, música per orquestra i quartet de corda (1979–80)
- Ein Kinderspiel, set peces petites per piano (1980)
- Harmònica, música per solo i orquestra gran tuba (1981–83)
- Mouvement (- vor der Erstarrung) Per ensemble (1982/84)
- Ausklang Per piano i orquestra (1984–85)
- Dritte Stimme zu J.S. Bachs zweistimmiger Invenció d-moll BWV775 per tres instruments (1985)
- Staub Per orquestra (1985–87)
- Toccatina, estudi de violí (1986)
- Allegro sostenuto, música per clarinet, cello i piano (1986–88)
- Tableau Per orquestra (1988)
- 2. Streichquartett "Reigen seliger Geister", quartet de corda (1989)
- "...zwei Gefühle...", Musik mit Leonardo per parlant i ensemble (1992)
- Das Mädchen mit den Schwefelhölzern Musik mit Bildern (Musiktheater), música amb imatges - música de teatre per orquestra molt gran i solistes (1988–96)
- Serynade Per piano (1998)
- MONJA per flauta, trombó, orquestra i cor mascle (1999)
- Sakura-Variationen Per saxofon, percussió i piano (2000)
- 3. Streichquartett "Grido", quartet de corda (2001)
- Schreiben Per orquestra (2003)
- Double (Grido II) per orquestra de corda (2004)
- Concertini per gran ensemble (2005)
- ...got lost..., música per soprano i piano (2008)
- Sakura II "Berliner Kirschblüten" per saxofon, piano i percussió (2008)